# Flori de timp/Vrei
Flori de timp/Vrei este al patrulea material discografic al formației Roșu și Negru, apărut la Electrecord în anul 1977. Totodată, acest single reprezintă primul disc al formației apărut după plecarea lui Nancy Brandes în Israel. În aceeași perioadă, Roșu și Negru a mai înregistrat piesele „Drum în piatră”, „Scurtă privire asupra fructului oprit”, „Sunt fiul țării mele”, „E vremea noastră” (reluare a melodiei „Archeopterix”, lansată în anii '60 de formația Sideral) – toate editate mai târziu pe LP-ul Culori – și încă o piesă rămasă needitată până în prezent: „Privire spre viitor și retrospectivă”.

## Lista pieselor
1. Flori de timp (Nicolae Dorobanțu / Nicoleta Gherghel)
2. Vrei (Liviu Tudan / Ovidiu Dumitru)

## Componența formației
- Liviu Tudan – voce, chitară bas
- Nicky Dorobanțu – vocal, chitară solo
- Mihai Muncioiu – chitară
- Ovidiu Lipan – tobe
- Nicolae Enache – claviaturi
- Elvir Tatomir – trombon
- Mihai Șercăianu – trompetă
- Herman Werner – trompetă
- Suzana Georgescu – voce